# Watermolen (door water aangedreven molen)

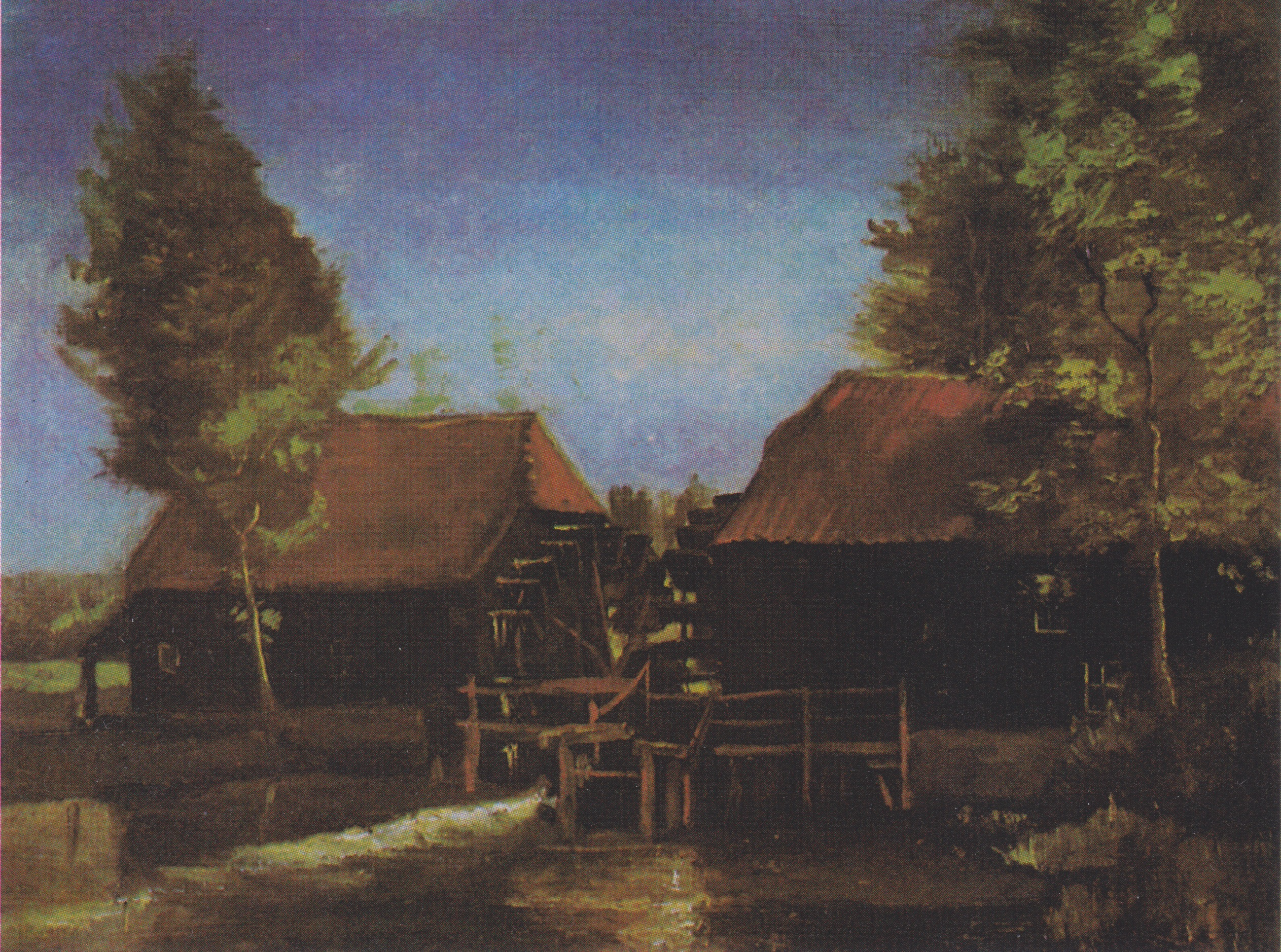
Het schilderij van de Collse Watermolen door de Brabantse schilder Vincent van Gogh

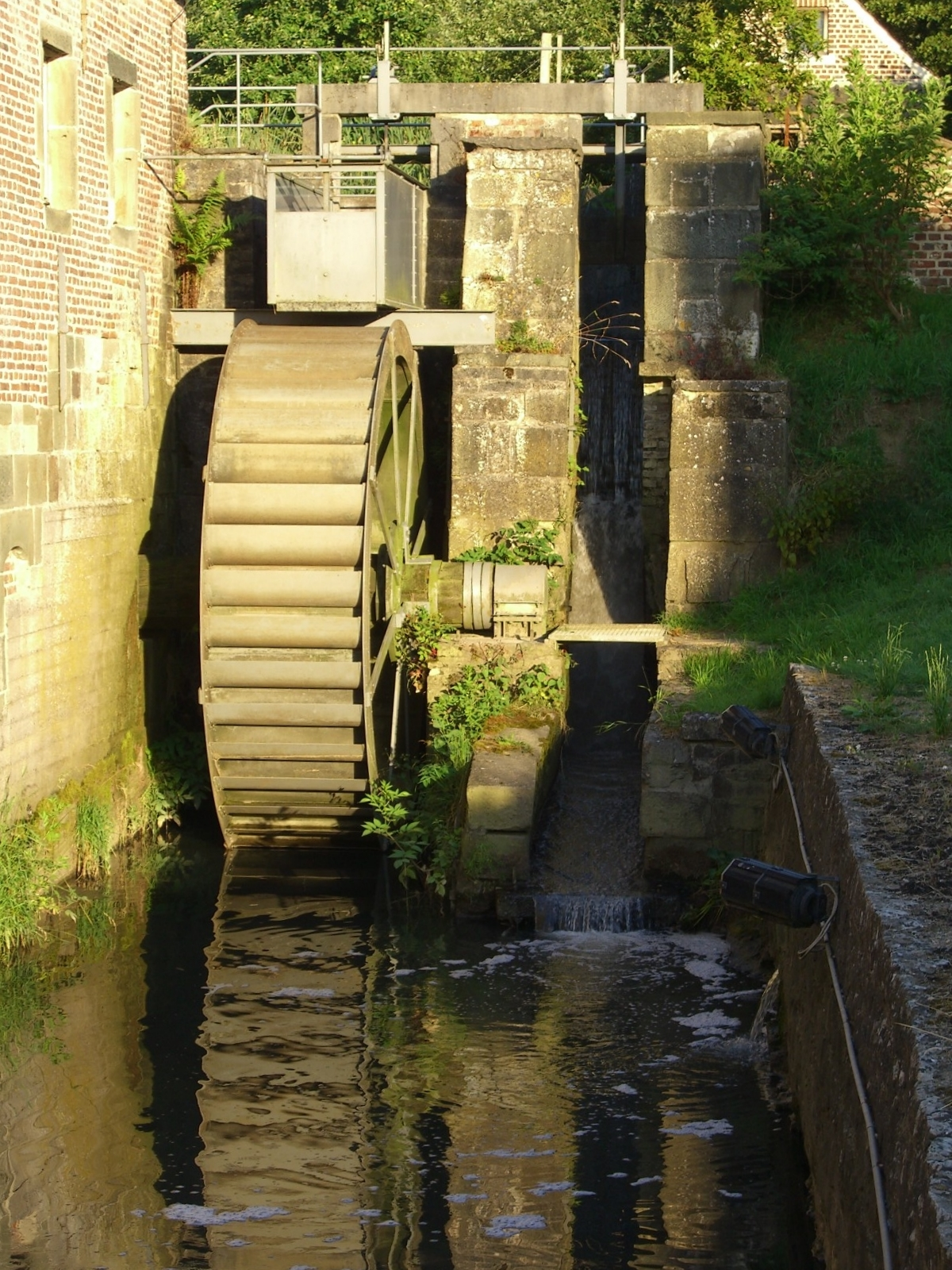
Watermolen Sint-Gertrudis-Pede

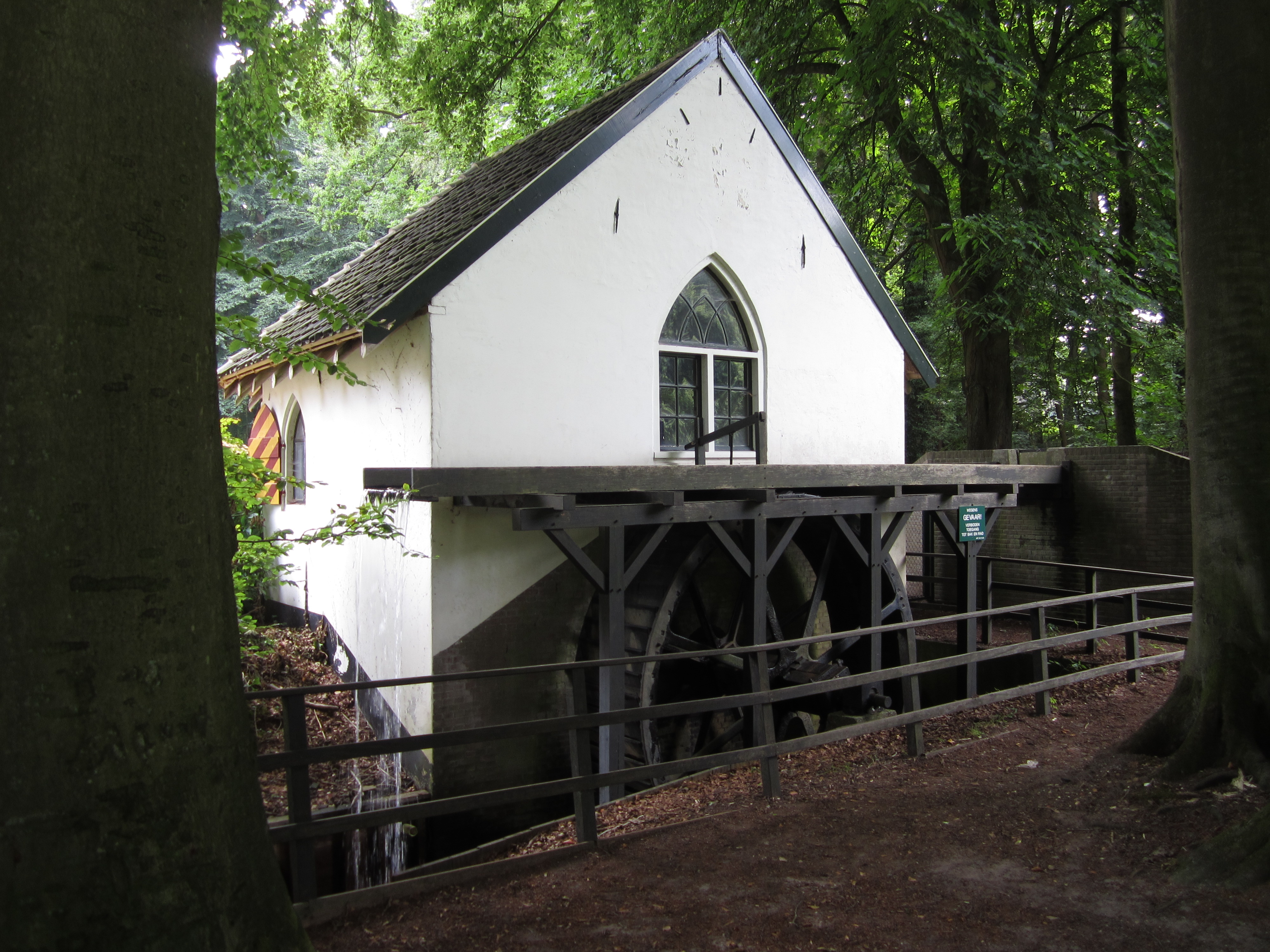
Bovenslagmolen op het landgoed Molecaten, vlak bij Hattem

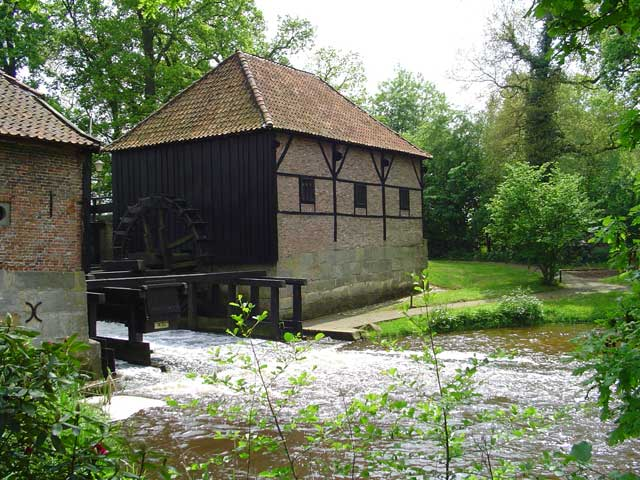
Oostendorper watermolen bij Haaksbergen

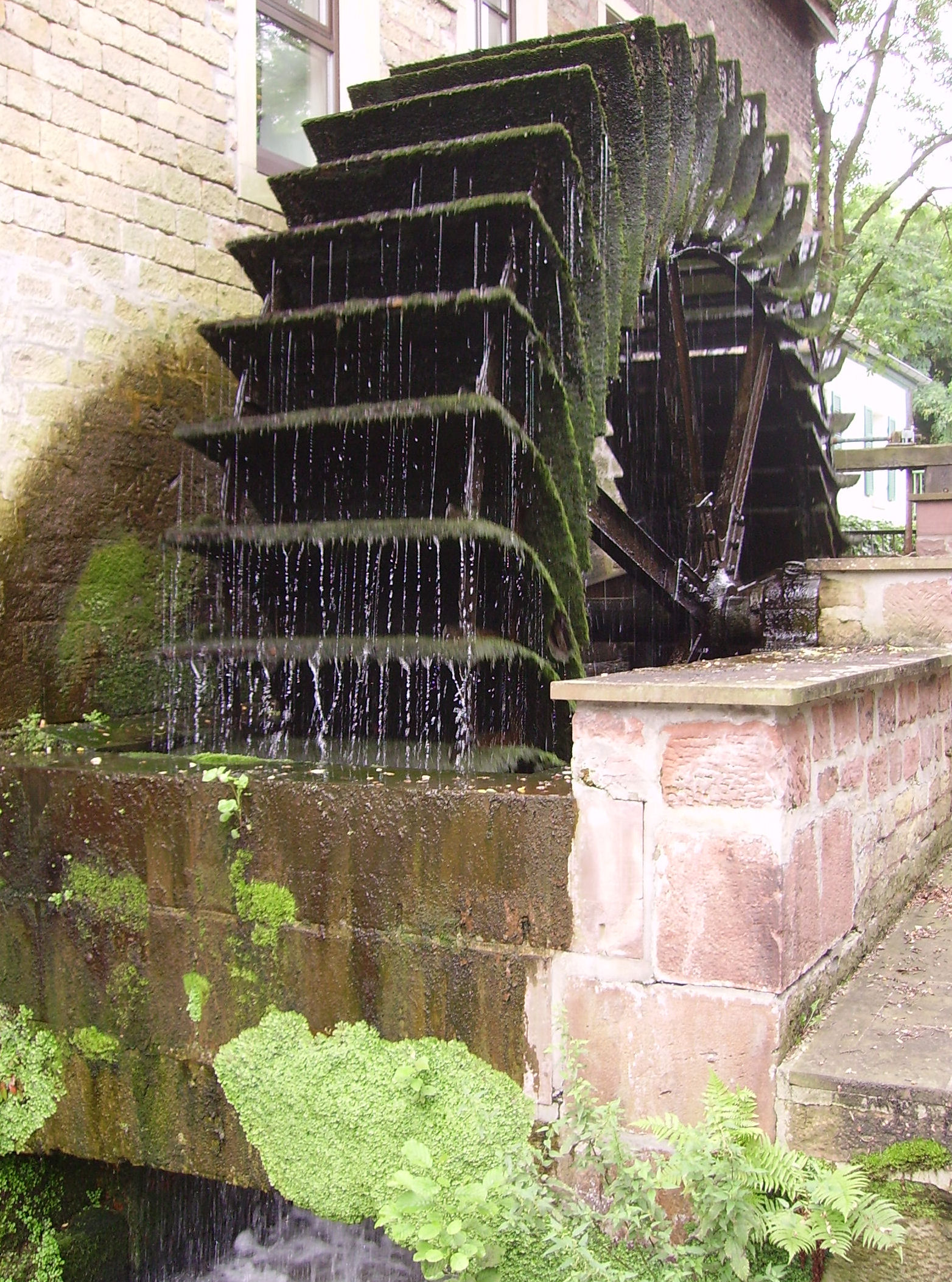
Onderslagmolen bij Limburgerhof in Duitsland

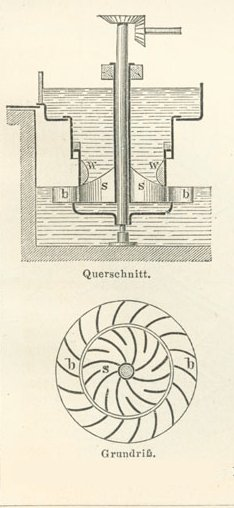
Turbine

Een watermolen is een molen die het stromen of vallen van water, bijvoorbeeld in een beek of een rivier, door middel van een waterrad omzet in rotatie-energie, die nuttig kan worden gebruikt voor het malen van graan of het persen van olie.
In het noorden en westen van Nederland wordt het woord gebruikt voor een molen die wind gebruikt om water op te pompen.
De energie kon ook gebruikt worden voor andere industriële toepassingen: het bewerken van metalen als smeedijzer of koper, het vervaardigen van papier (papiermolen), en in de textielnijverheid, zoals een volmolen.
Een molen die in zijn geschiedenis zowat alle functies vervulde is de IJzerkotmolen in de Zwalmvallei, België. Deze was achtereenvolgens ijzermolen, kopermolen, papierfabriek, olieslagerij, graanmolen en uiteindelijk brouwerij.

## Geschiedenis
De uitvinding van het waterrad was een mijlpaal in de technische ontwikkeling van de mensheid, aangezien door het benutten van waterkracht tegenover spierkracht zeer veel meer mechanische energie beschikbaar gemaakt kon worden.
Zo dienden waterraderen bijvoorbeeld voor bewatering in de landbouw, als schoepenrad voor het ophijsen van water. Zulke schoepenraderen zijn vele eeuwen lang in verscheidene culturen in gebruik geweest, zoals in Egypte, Syrië, India en China. Men gaat ervan uit dat waterschoepraderen rond 1200 v.Chr. in Mesopotamië in gebruik genomen werden.
Het gebruik van waterkracht als energiebron wordt al beschreven in het werk van Philon van Byzantium. We nemen aan dat de Grieken in de 2e eeuw voor Christus het gebruik van watermolens kenden. Ook de Romeinen bouwden watermolens. Een belangrijk complex uit de 2e eeuw ligt bij het Franse Fontvieille. Hier stroomde het water langs twee rijen van acht bovenslag graanmolens. Daarbij werden al tandwielen gebruikt om de beweging van het verticale schoepenrad over te brengen naar de horizontale maalstenen.
In de middeleeuwen werd de technologie veel ruimer toegepast dan in de oudheid. Volgens Gimpel was dit een factor in de graduele afname van de slavernij.

## Typen watermolens
Watermolens kunnen naar het type waterrad worden onderscheiden in:
- bovenslagmolens
- middenslagmolens
- onderslagmolens
- turbinemolens

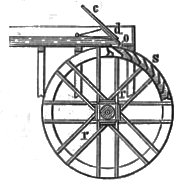
Bovenslagmolen
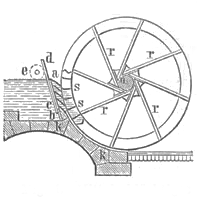
Middenslagmolen
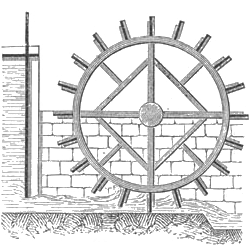
Onderslagmolen

### Bovenslagmolen
Een bovenslagmolen wordt vooral toegepast op beekjes met weinig water maar een voldoende verval. Want om de kracht van het water optimaal te benutten wordt een beekje met een goot omgeleid om het zo boven op het rad te laten stromen. Soms wordt er voor de molen ook nog een wijer of molenvijver aangelegd, een soort stuwmeer, zodat er minder snel watertekort ontstaat bij het malen. Een voorbeeld van een bovenslagmolen is de Watermolen Sint-Gertrudis-Pede.

### Middenslagmolen
Bij middenslagmolens wordt het water halverwege het rad aangevoerd; het rad komt in beweging door zowel het gewicht als door de stroomsnelheid van het passerende water. Middenslagmolens komen veel voor in Limburg en in Haspengouw.

### Onderslagmolen
Bij onderslagmolens stroomt het water onder het rad door. Dit type molen komt vooral voor op de wat grotere beken/kleinere rivieren en is typisch voor waterlopen met een klein verval. We vinden deze molens vrij frequent in de Kempen op de Aa is de Watermolen van Tielen in Tielen (België), op de Kleine Nete bij Retie en Kasterlee, op de Dommel bij Eindhoven, op de Vlier bij Deurne en ook op de Dinkel (molen van Singraven bij Denekamp).

### Turbinemolen
Bij turbinemolens is er geen sprake meer van een rad buiten de molen, maar van een horizontaal schoepenrad in een behuizing, waarbij het geheel zich onder water bevindt. Alleen een aandrijfas steekt nog boven water uit. Door het water door de turbine te laten lopen wordt het schoepenrad met aandrijfas in beweging gebracht. In de vierde en vijfde eeuw kwam een geheel houten turbine tot ontwikkeling, waarvan de Stockmühle nog een voorbeeld is. Later werden zowel het schoepenrad als de behuizing van metaal gemaakt.
In Limburg is rond 1900 bij veel molens het buitenrad vervangen door een turbine (meestal een Francisturbine) vanwege het hogere rendement.
Turbinemolens worden ook gebruikt om elektriciteit op te wekken. Dat gebeurt in waterkrachtcentrales.

### Vortex
Een bijzonder geval is het gebruik van het draaiende water zelf, zonder dat er andere bewegende onderdelen worden gebruikt. In o.a. Roemenië wordt van oudsher waterkracht gebruikt voor het wassen van textiel. Het water stroomt van bovenaf in een tobbe die boven een riviertje of beekje is geplaatst. Door het bewegende water ontstaat een vortex waarin de was wordt gedaan. Er is geen documentatie beschikbaar over het ontstaan van deze toepassing, waardoor de ouderdom ervan onbekend is. De oorsprong ligt ergens in de middeleeuwen, waarmee dit apparaat de oudste wasmachine ter wereld is.

## Enkele getallen
In het stroomgebied van de Maas bevinden zich nog 450 watermolens, maar tussen 1500 en 1800 waren er tussen 2250 en 4500 in bedrijf. De provincie Noord-Brabant telde voor 1850 ongeveer 50 watermolens. In 1920 waren er nog 30 werkende molens over. Er zijn er nog tien over.
Op de Geul, een riviertje op de grens van België en Nederland, staan 14 watermolens.
Met de opkomst van de stoom- en elektrische molens verloren veel watermolens hun functie, sommige werden omgebouwd. Door brand en gebrekkig onderhoud vervielen de in onbruik geraakte molens. De waterschappen kochten ze op om ze af te breken, teneinde de waterafvoer van de beken te versnellen.

## Fotogalerij

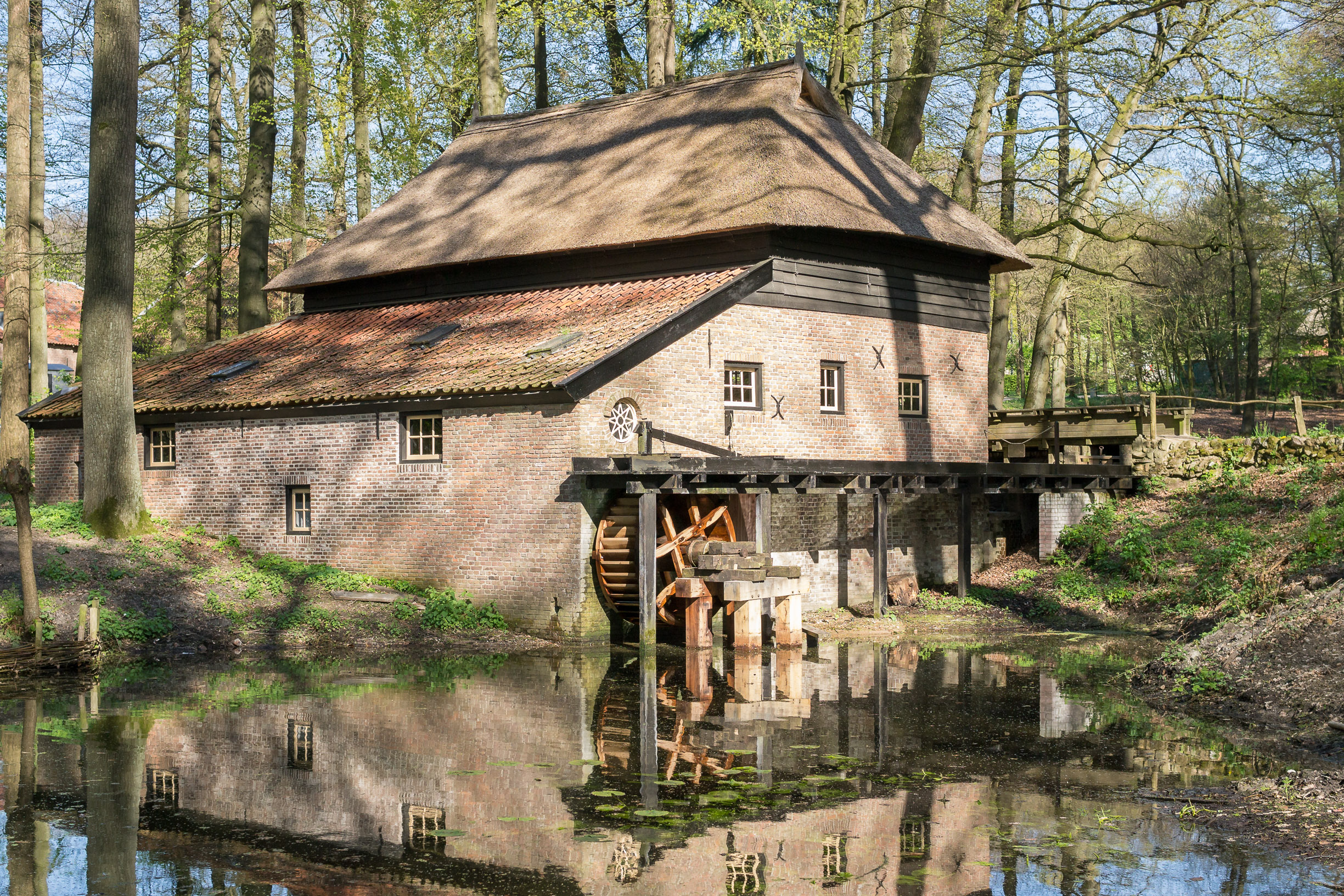
Veluwse papiermolen in het Nederlands Openluchtmuseum
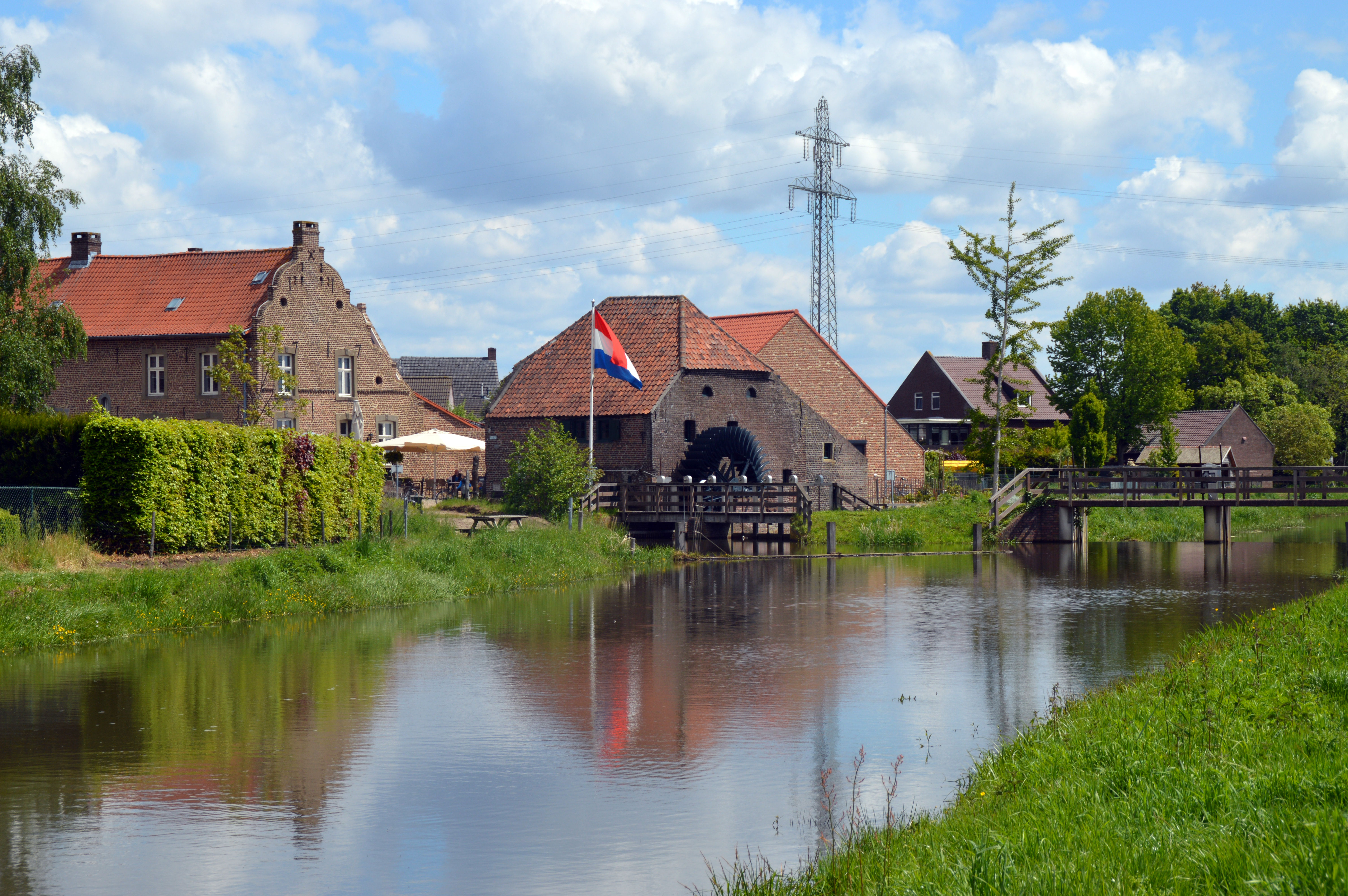
Friedesse Molen Neer 1343
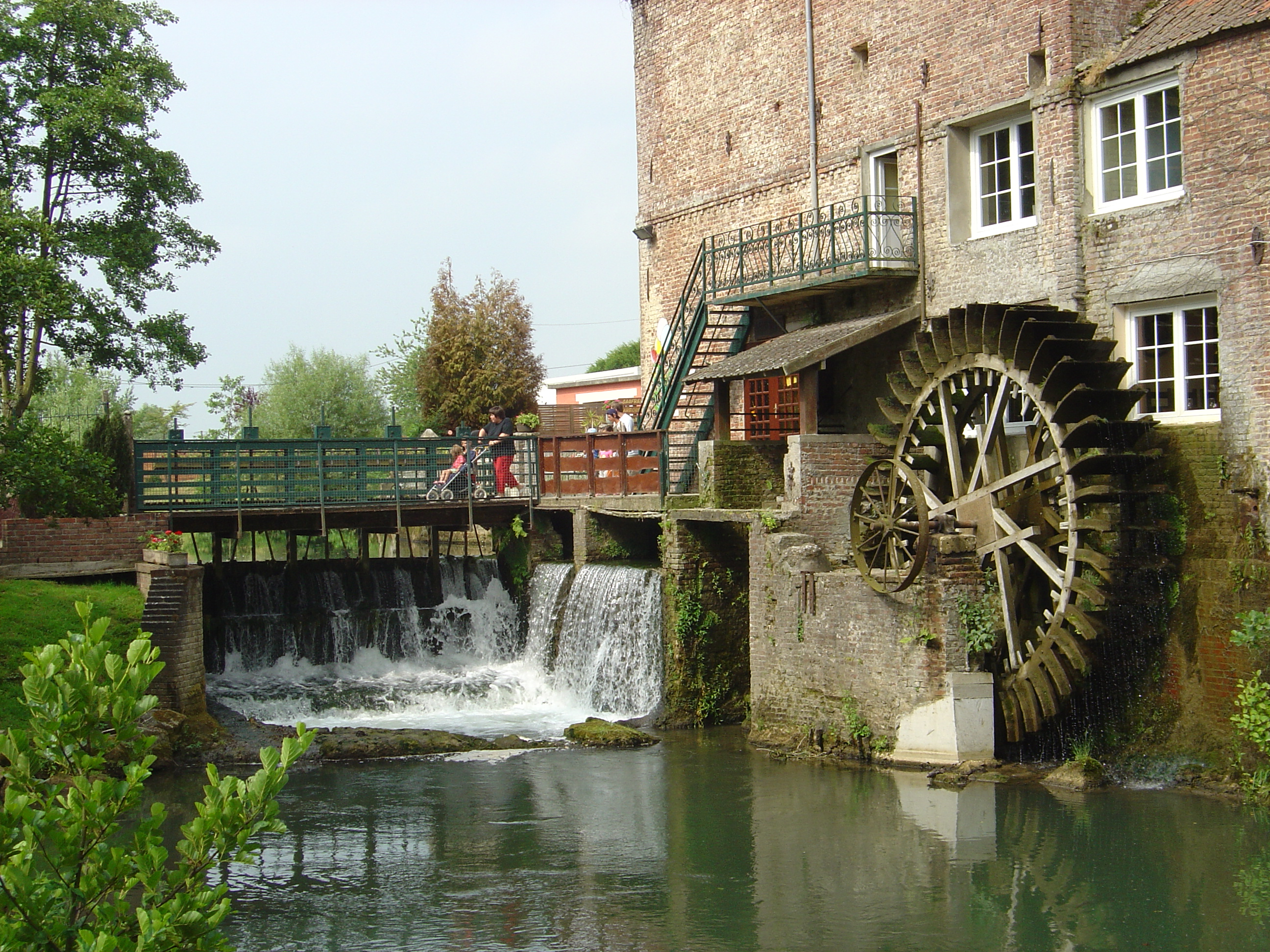
Moulin de la Tour
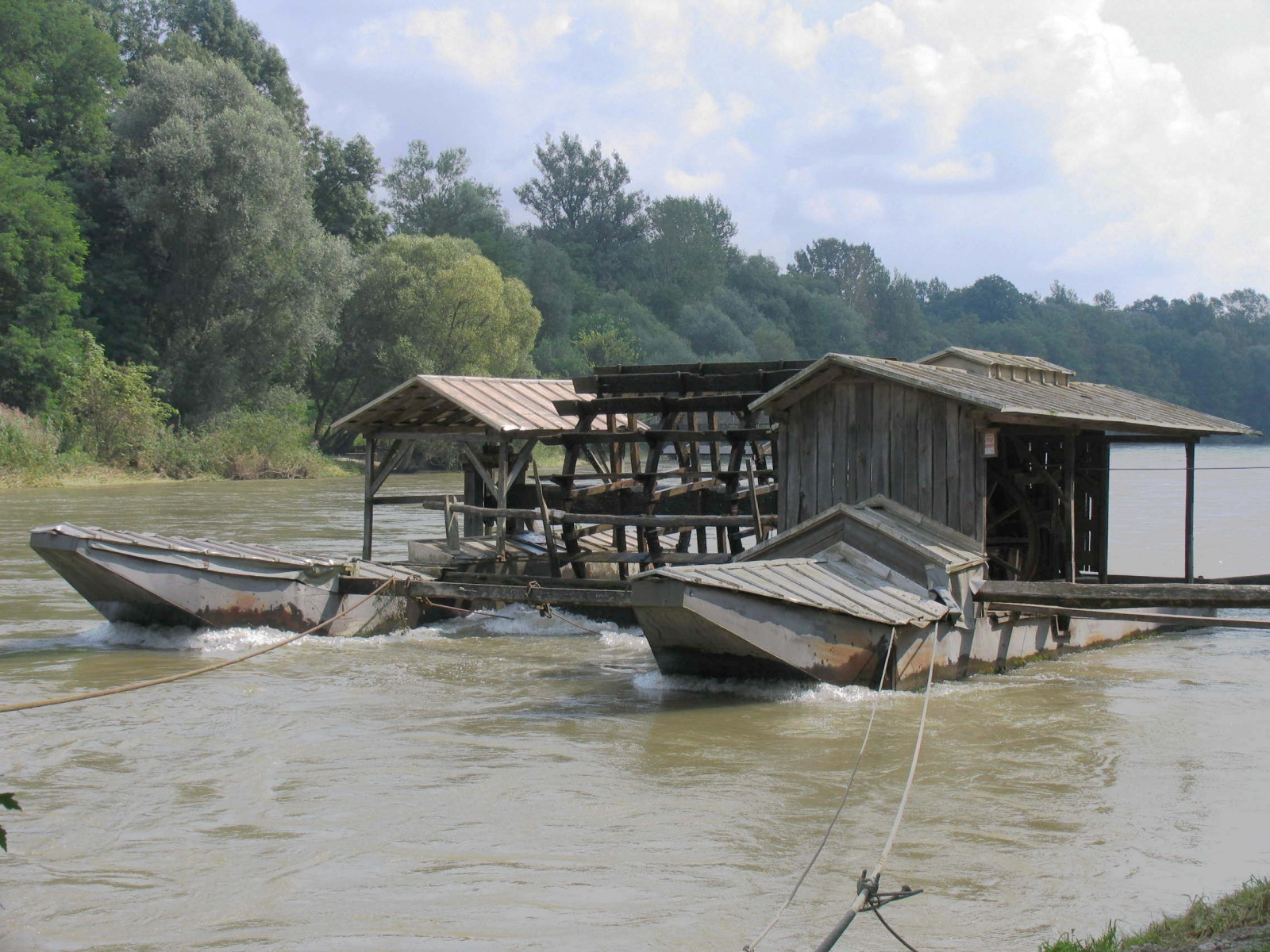
Een schipmolen (drijvende watermolen) in Slovenië
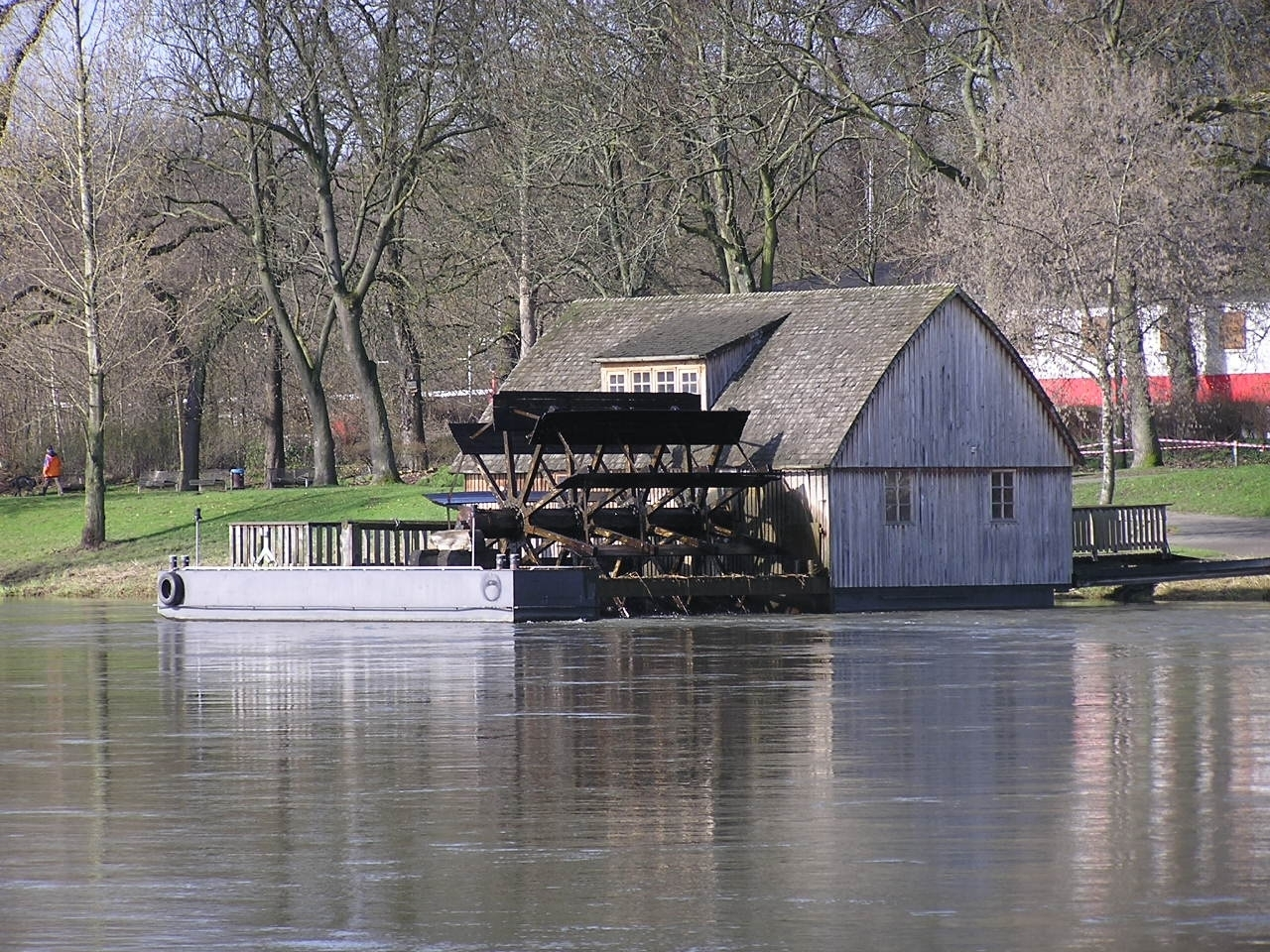
Schipmolen Minden
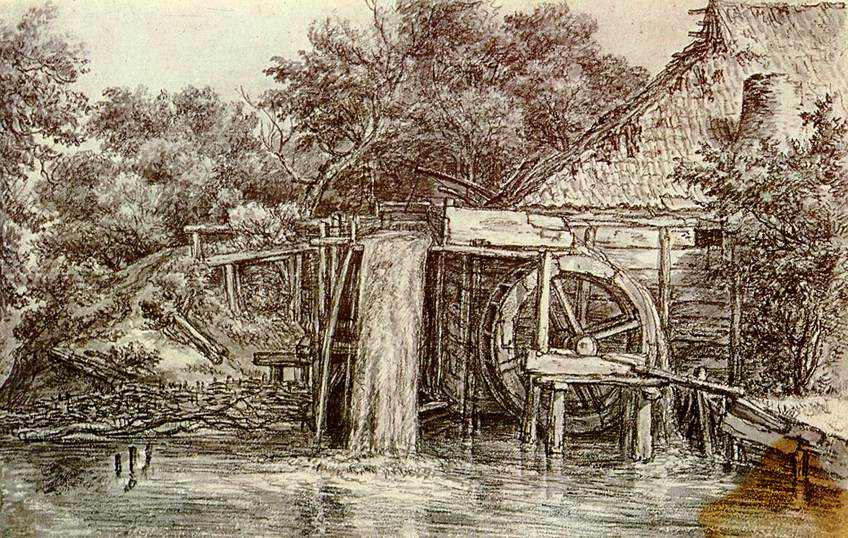
Krijttekening van een watermolen door de schilder Meindert Hobbema
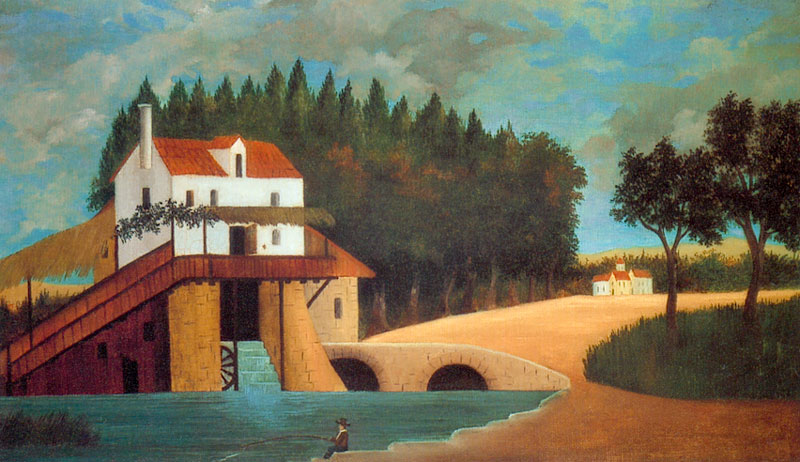
Le Moulin door Henri Rousseau, 1896
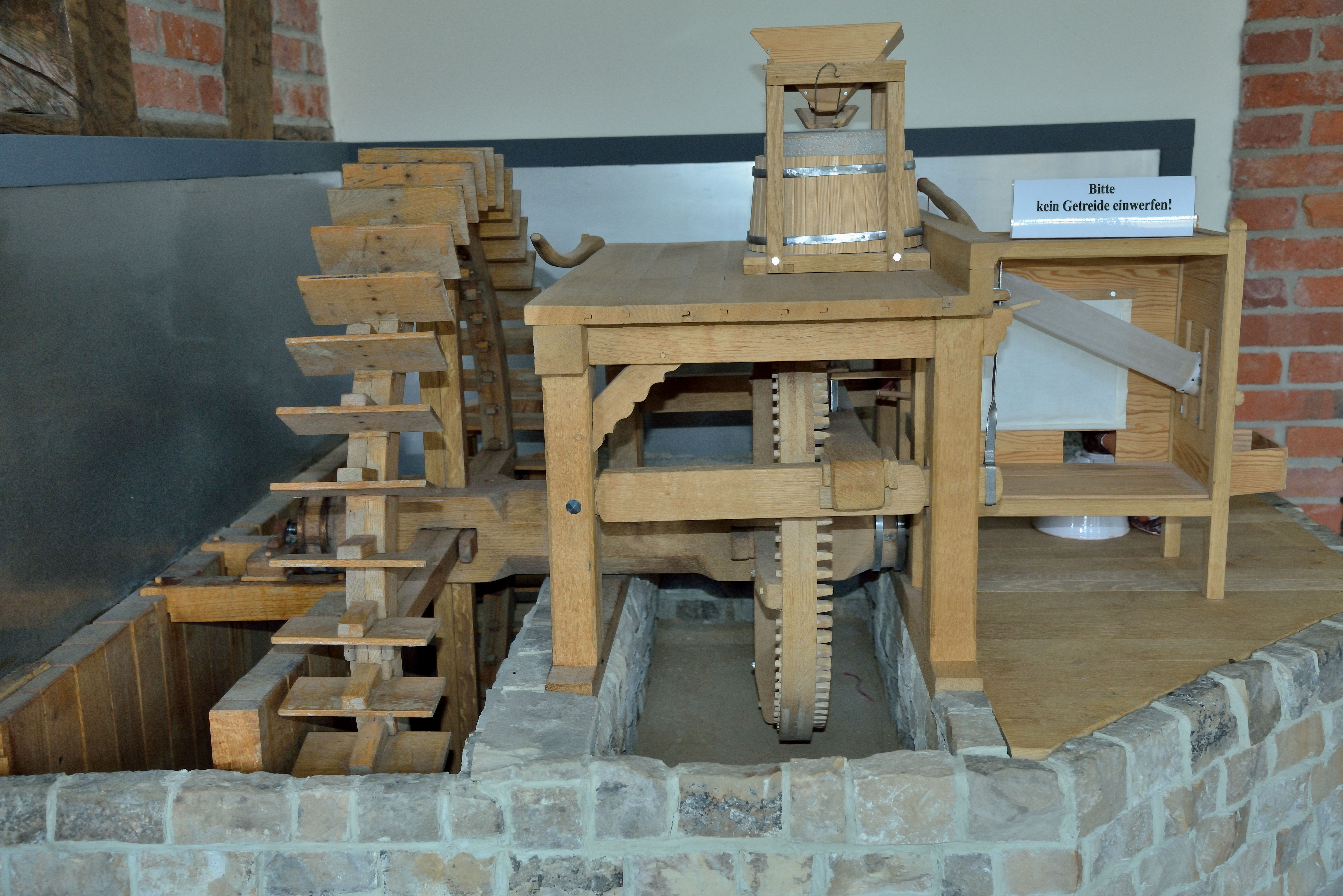
Model van een waterkorenmolen
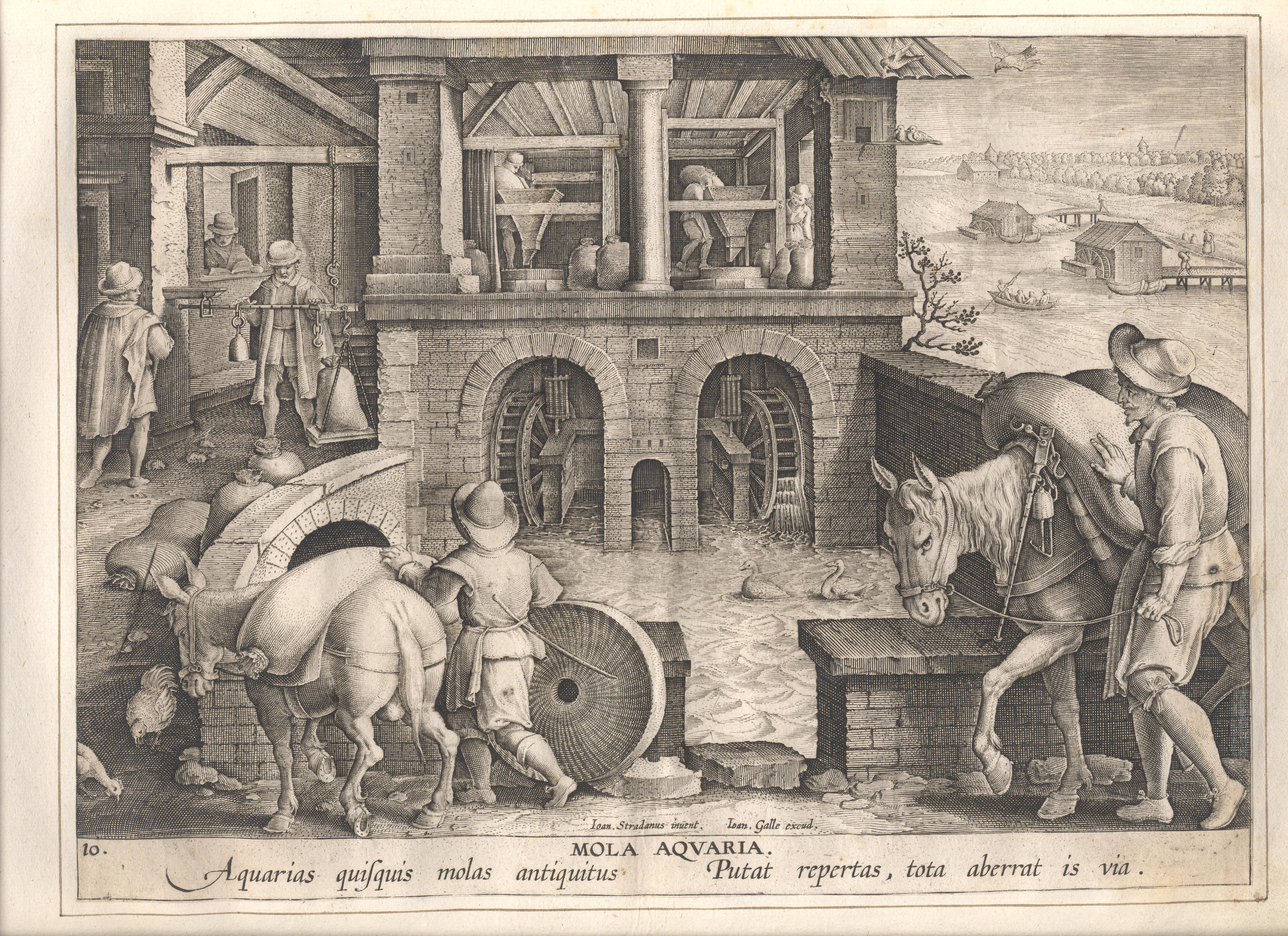
De uitvinding van de watermolen, onbekend, PK.OPB.0186.011, Museum Plantin-Moretus
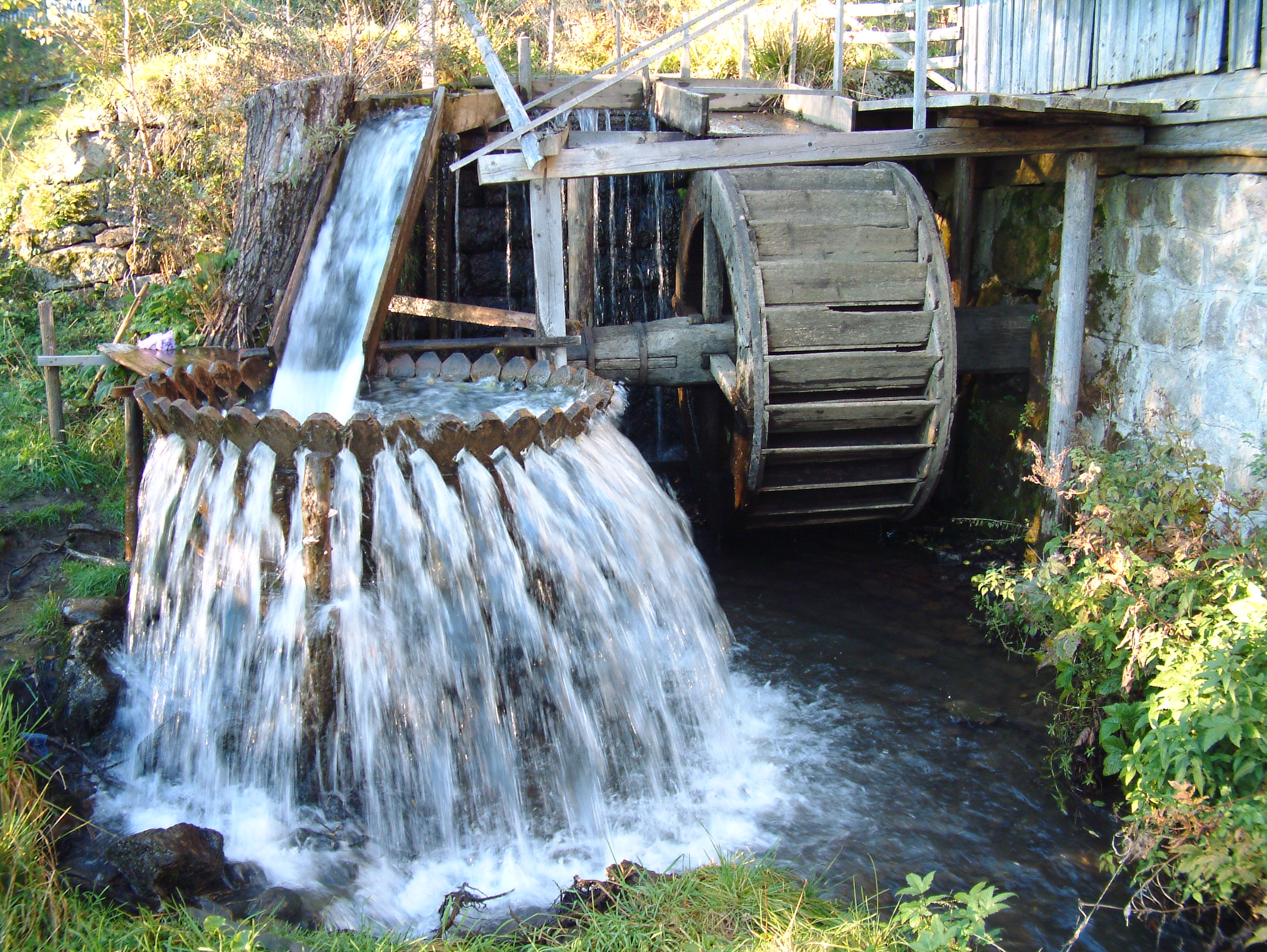
Vortex naast een waterrad in Harghita, Roemenië

## Voetnoten
1. ↑  Jean Gimpel, La Révolution industrielle du Moyen Age, 1975, p. 15

getijdenmolen ·
handmolen ·
rosmolen ·
schipmolen ·
tredmolen ·
watermolen ·
windmolen ·
watervluchtmolen